# Film tunisini proposti per l'Oscar al miglior film straniero
Nel corso degli anni, diversi film tunisini sono stati presentati all'Academy of Motion Picture Arts and Sciences in rappresentanza all'Oscar come miglior film di lingua straniera, ricevendo la prima candidatura nel 2021 con L'uomo che vendette la sua pelle.
Soltanto la regista Kaouther Ben Hania finora è stata selezionata più di una volta per la proposta agli Oscar, per le edizioni del 2019 e del 2021.
| Anno | Film                                                                    | Regia               | Risultato                       |
| ---- | ----------------------------------------------------------------------- | ------------------- | ------------------------------- |
| 1996 | Le Magique                                                              | Azdine Melliti      | Non candidato                   |
| 2003 | La Boîte magique                                                        | Ridha Behi          | Non candidato                   |
| 2017 | Appena apro gli occhi - Canto per la libertà (A peine j'ouvre les yeux) | Leyla Bouzid        | Non presente nella lista finale |
| 2018 | The Last of Us                                                          | Ala Eddine Slim     | Non candidato                   |
| 2019 | La bella e le bestie (ʿAlā kaff ʿifrīt)                                 | Kaouther Ben Hania  | Non candidato                   |
| 2020 | Weldi                                                                   | Mohamed Ben Attia   | Non candidato                   |
| 2021 | L'uomo che vendette la sua pelle (The Man Who Sold His Skin)            | Kaouther Ben Hania  | Candidato                       |
| 2022 | Al-farāša aḏ-ḏahabiyya                                                  | Abdelhamid Bouchnak | Non candidato                   |
| 2023 | Il frutto della tarda estate (Taḥta aš-šajara)                          | Erige Sehiri        | Non candidato                   |

| Non candidato | Il film è stato proposto dalla Tunisia, ma non è stato candidato dall'Academy of Motion Picture Arts and Sciences. |
| Short-list    | Il film è entrato nella "short-list" stilata a gennaio dei nove candidati per l'Oscar al miglior film straniero.   |
| Candidato     | Il film è entrato a far parte dei cinque candidati per l'Oscar al miglior film straniero.                          |
| Vincitore     | Il film ha vinto l'Oscar al miglior film straniero.                                                                |